# RedLetterMedia
Red Letter Media (spesso trascritta  RedLetterMedia) è una casa di produzione di film/video costituita da registi indipendenti come Mike Stoklasa (in precedenza alla GMP Pictures) e Jay Bauman (ex Blanc Screen Cinema). L'azienda venne fondata da Stoklasa nel 2004 a Scottsdale (Arizona), ma attualmente la sede centrale è stata spostata a Milwaukee (Wisconsin). Lo stesso Stoklasa divenne popolare sul web nel 2009, a causa di una lunga recensione-fiume (70 minuti di durata) del film Star Wars: Episodio I - La minaccia fantasma del 1999. La recensione, che stronca il film di George Lucas a più riprese, venne postata su YouTube in sette parti, ed è narrata fuoricampo dalla voce del personaggio fittizio "Harry S. Plinkett".
Stoklasa ha prodotto anche altri lavori per la RedLetterMedia, inclusi brevi cortometraggi umoristici e web series (The Grabowskis); svariate serie di recensioni (inclusi i programmi Half in the Bag e Best of the Worst); oltre che video di concerti, matrimoni, ecc. Le produzioni low-budget sono in gran parte horror e commedie, e annoverano titoli quali Feeding Frenzy, The Recovered, e Oranges: Revenge of the Eggplant. Bauman, che ha diretto Stoklasa in molti progetti low-budget, spesso collabora con esso in alcune produzioni. In aggiunta, Stoklasa ha assunto il collega Rich Evans come attore full-time nei titoli della compagnia.

## Mr. Plinkett
Stoklasa creò la sua prima video-recensione di Star Trek - Generazioni dopo aver rivisto il film nel 2008. Egli dichiarò che pensava si trattasse di un "film merdoso" che "aveva completamente fallito nel trasporre sul grande schermo quella che era un'ottima serie televisiva", e volle condividere con gli altri sulla rete il suo punto di vista. Stoklasa riteneva la sua vera voce troppo monotona per la recensione e quindi adottò l'identità di Harry S. Plinkett, personaggio da lui precedentemente utilizzato in alcuni cortometraggi (ed originariamente interpretato in video da Rich Evans), iniziando a postare anche altre recensioni.
Mr. Plinkett è stato descritto con termini quali "irritabile", "schizofrenico" e "psicotico" con una voce definita "un incrocio tra quella di Dan Aykroyd in The Blues Brothers e quella del serial killer de Il silenzio degli innocenti". Il personaggio viene dipinto come un rozzo ignorante amante dei panzerotti che sbaglia a pronunciare parole quali "protagonista", e si vanta di non aver mai letto un libro in vita sua. Inoltre dimostra di possedere poca cultura anche in fatto di storia, in quanto confonde la crisi dei missili di Cuba con la prima guerra mondiale, e l'invasione nazista della Francia con la rivoluzione francese. Infine, inframezzate alle sue recensioni, vengono mostrate brevi immagini disturbanti, che rendono esplicito il fatto che Plinkett abbia ucciso tutte le sue ex-mogli, e che si masturbi con videocassette di programmi per bambini. Resti umani e ostaggi imprigionati nella cantina di casa sua indicano che possa essere un serial killer. Afferma di aver avuto un figlio indisponente che si è suicidato impiccandosi nel bagno di una stazione di servizio, e di aver "adottato" un bambino da lui rapito nel parcheggio di un negozio d'alimentari. Tuttavia, il personaggio dimostra anche di essere un grande conoscitore di cinema e un critico arguto, facendo numerosi riferimenti a film del passato per avvalorare le sue tesi.
Plinkett apparve per la prima volta in You’re Invited! The Olsen Twins Movie, un cortometraggio che incorpora spezzoni tratti da The Adventures of Mary-Kate & Ashley nel quale le gemelle Olsen accettano una telefonata da un uomo di nome Mr. Plinkett.
Esistono due diverse versioni del personaggio, in video Plinkett è interpretato da Rich Evans, mentre nelle varie recensioni è la voce fuoricampo di Mike Stoklasa che gli dà vita.

### LePlinkett Reviews
La caustica recensione di Star Trek Generations riscosse molti commenti positivi in rete, ispirando Stoklasa a recensire anche gli altri tre film basati su Star Trek: The Next Generation; Primo contatto (1996), Star Trek: L'insurrezione (1998), e Star Trek - La nemesi (2002). Successivamente, Stoklasa procedette a recensire La minaccia fantasma, il primo capitolo dei prequel della trilogia classica di Guerre stellari, facendolo letteralmente a pezzi e ritenendolo colpevole di aver creato la moda dei film in CGI. Stoklasa non afferma che Lucas "abbia rovinato la sua infanzia" come dichiararono alcuni fan nostalgici delusi, ma piuttosto che abbia "indispettito la sua maturità" con la regia infantile dei prequel; egli commenta come Lucas all'epoca della prima trilogia non avesse tutto il controllo creativo che gli venne concesso in seguito per i prequel, e proprio per questa ragione i vecchi film erano molto meglio. Egli ritiene che Lucas stia "rovinando" il franchise di Guerre stellari dirottandolo verso un pubblico di bambini per interessi economici. Emblematica a suo parere, la creazione di un personaggio come Jar Jar Binks.
(Mike Stoklasa)

#### Recensione diLa minaccia fantasma
La recensione di Stoklasa di La minaccia fantasma venne caricata su YouTube il 10 dicembre 2009, diventando presto virale, e ricevendo, ad oggi, più di 11 milioni di visualizzazioni dalla sua pubblicazione. Il video venne linkato da molti utenti su internet, incluse celebrità come Damon Lindelof e Simon Pegg. A confronto con le sue iniziali recensioni di Star Trek che duravano dai 30 ai 40 minuti, quella dedicata a La minaccia fantasma dura un totale di circa 70 minuti.
Le accuse mosse al film da Plinkett sono molteplici ed includono il fatto che in esso non ci sia un vero protagonista o personaggi forti in generale. Egli dimostra la sua tesi chiedendo a dei suoi amici di descrivere i personaggi della trilogia originale e quelli di La minaccia fantasma senza riferirsi all'aspetto fisico o all'occupazione. In contrasto con la facilità nel descrivere le personalità dei personaggi della trilogia classica come Ian Solo o D-3BO, gli amici di Stoklasa non riescono a trovare argomenti che caratterizzino Qui-Gon Jinn o Padmé Amidala. Stoklasa fa inoltre notare come molte delle decisioni prese dal personaggio di Qui-Gon Jinn nel film siano molto discutibili. In aggiunta viene fatto notare come il personaggio sia del tutto superfluo alla storia narrata se non per il duello finale con le spade laser.
A differenza di gran parte della critica, Stoklasa non attacca senza remore il personaggio di Jar Jar Binks. Sebbene Plinkett lo ritenga un personaggio infantile messo lì solo per far ridere i bambini, aggiunge anche che Binks è una delle cose "più realistiche e congruenti" del film rispetto a tutti gli altri difetti.
Jon Carroll del San Francisco Chronicle lodò il senso dell'umorismo presente nella recensione, nonostante il tono di voce monocorde e soporifero di Mr. Plinkett. La recensione venne considerata un "ben costruito, epico, pezzo di critica cinematografica geek" da Peter Sciretta del blog /Film.

#### Recensione diL'attacco dei cloni
La recensione di Stoklasa di L'attacco dei cloni fu preannunciata da un trailer postato in rete il 6 gennaio 2010. La recensione, 90 minuti di durata, venne pubblicata in nove parti su YouTube il 3 aprile 2010 riscuotendo anch'essa grossi consensi. Nella recensione, Stoklasa illustra il suo pensiero circa la discutibile storia d'amore tra Anakin Skywalker e Padmé Amidala, la presenza di Samuel L. Jackson totalmente fuori parte, e numerose allusioni alla pochezza del film rispetto a L'Impero colpisce ancora.
A 48 ore dalla sua immissione sul web, la prima parte della recensione venne tolta da YouTube per infrazione della legge sul copyright su denuncia di Cartoon Network. Alla fine, la denuncia venne ritirata e il video riammesso su YouTube.

#### Recensione diLa vendetta dei Sith
Il 31 dicembre 2010, Stoklasa pubblicò una recensione di 110 minuti di durata di La vendetta dei Sith, terzo ed ultimo capitolo della trilogia dei prequel di Star Wars. Questa volta, Mr. Plinkett fece notare come l'unico personaggio decente del film fosse, secondo lui, l'imperatore Palpatine. Infine, lamenta l'abuso della troppa computer-grafica e la pochezza dello stile di regia, affermando come nel film ci siano solo due tipi di scene: "lunghi dialoghi verbosi e noiosi e momenti d'azione per un pubblico di adolescenti".
La recensione venne notata dal celebre critico cinematografico statunitense Roger Ebert che la citò nel suo blog, scrivendo "ero abbastanza sicuro che non avrei avuto voglia di leggere l'ennesima recensione di La vendetta dei Sith. Mr. Plinkett mi ha dimostrato che mi sbagliavo".

### Accoglienza
Le recensioni di Stoklasa vengono considerate da alcuni parte di una nuova emergente forma d'arte che ibrida spezzoni di altri film, spezzoni del film recensito, e altro materiale di repertorio (come estratti della trilogia originale di Guerre stellari per la recensione di La minaccia fantasma e brani di documentari circa la produzione del film), con immagini varie e brevi scenette animate. Patton Oswalt, nel corso di un'intervista con la rivista Esquire, notò come le recensioni di Mr. Plinkett fossero un esempio di "splendidi film amatoriali" sui prequel di Star Wars che dimostrano quanto Star Wars abbia influenzato la cultura moderna.
Il critico letterario Benjamin Kirbach azzarda che Plinkett metta in atto un'azione di situazionismo decontestualizzando immagini pubblicitarie create come marketing per Star Wars (tipo i "dietro le scene" e le interviste) per ottenere un effetto contrario. Inoltre Kirbach, lascia intendere che Stoklasa ricorra a questa tattica sovversiva per attaccare George Lucas reputato un regista "pigro, sfocato, e senza più ispirazione da lungo tempo".
Sempre Kirbach spiega le ragioni del successo delle recensioni di Plinkett come una sorta di catarsi dei fan delusi. Essendo presentato come un folle, Plinkett è "legittimato ad esprimere le opinioni più polemiche facendosi portavoce di tutti i nerd". Inoltre, la pazzia di Plinkett serve come critica all'industria cinematografica stessa e alle sue logiche di mercato.
Tuttavia, le recensioni sono state anche oggetto di critiche da parte di alcuni fan di Star Wars. Stoklasa dichiara di aver capito che molta gente "percepisce Star Wars come una religione e che quindi non sopporta attacchi di nessun genere ad essa". Un fan della trilogia prequel arrivò a scrivere una smentita punto per punto di 108 pagine della recensione di La minaccia fantasma di Plinkett, che Stoklasa citò ironicamente nel trailer della sua recensione di La vendetta dei Sith.

## Half in the Bag
Half in the Bag è il titolo di un programma televisivo trasmesso via internet nel quale Stoklasa e Bauman recensiscono film in maniera più tradizionale. Stoklasa lo descrisse come un incrocio tra Siskel and Ebert e una sitcom anni ottanta, con lui stesso e Bauman nella parte di due tecnici riparatori di videoregistratori che dissertano delle nuove uscite cinematografiche, dei classici, di convention di fumetti, ecc...
La prima puntata andò in onda il 12 marzo 2011, e la serie conta attualmente più di 200 episodi.

## Best of the Worst
Best of the Worst (letteralmente "il meglio del peggio") è una web-serie regolare nella quale vari membri della RedLetterMedia guardano e recensiscono vari film che si aspettano siano pessimi. Dopo la proiezione collettiva, un gruppo di quattro persone a rotazione discute del film appena visto.
Molti dei film recensiti sono scelti dai fan e possono spaziare da B-movie a video educativi.
Alcune puntate vedono la presenza della "Wheel of the Worst" ("la ruota del peggio"), dove una ruota girante viene impiegata per scegliere il film da vedere e recensire. Il Daily Herald ha lodato Best of the Worst definendola la trasmissione più divertente tra quelle prodotte dalla RedLetterMedia.

## re:View
re:View è la terza web-serie regolare prodotta da RedLetterMedia, caratterizzata da un tono più spartano e diretto, dove due conduttori (solitamente Mike Stoklasa e Jay Bauman) intrattengono una conversazione a tu per tu su uno o più film o serie TV. I film trattati vengono scelti sulla base del loro stato di film di culto che almeno uno dei due conduttori ha apprezzato (o almeno visto) in precedenza alla stesura del copione per l'episodio.
Il primo episodio è stato rilasciato il 24 Maggio 2016, nel quale Mike e Jay recensiscono il film Tremors.